# スクリーンの悪魔
『スクリーンの悪魔』（スクリーンのあくま）は、赤川次郎による日本の推理小説。悪魔シリーズの第5作。

## あらすじ
由利子・旭子・香子ら3人組の後輩の久米ゆかりが映画のヒロインにスカウトされる。父親の猛反対に遭い一度は諦めるが、その父親が手のひらを返したような態度で映画への出演を認める。
ところが、出演決定の記者会見の日、控え室に硫酸入りのビンが投げ込まれ、怖くなったゆかりは、香子ら3人にエキストラ兼用心棒になって欲しいと頼み込む。
そんな中、ゆかりの父が愛人と最後の密会をしていた時、シャワーを浴びている間に愛人が殺されてしまう。ゆかりの将来に傷がついてはいけないと相談された香子が機転を利かせる。
由利子にも初のロマンスが訪れる。

## 登場人物
矢吹 由利子（やぶき ゆりこ）
花園学園高校2年生。姉御肌の性格。
桑田 旭子（くわた あきこ）
花園学園高校2年生。抜群の演技力を持つ。
弘野 香子（ひろの きょうこ）
花園学園高校2年生。資産家の令嬢。
矢吹 真由子（やぶき まゆこ）
由利子の妹。エキストラのオーディションに合格する。
久米 ゆかり（くめ ゆかり）
花園学園高校1年生。
映画の試写会で多々良監督に見初められ、映画のヒロインに抜擢される。仕事の移動中に父親の不倫を知ってしまう。
本間 浩子（ほんま ひろこ）
花園学園高校1年生。ゆかりの友人。
多々良 一（たたら はじめ）
映画監督。ヒロインに内定していた子とスタッフが恋仲になり妊娠・駆け落ちしてしまったため、困り果てていたところ、偶然見初めたゆかりをスカウトする。
井上（いのうえ）
多々良の制作プロダクション社員。
久米 咲子（くめ さきこ）
ゆかりの母親。ゆかりの出演が正式に決まってからはマネージャー代わりに付き添う。自分もかつては女優を目指していたことがある。
久米 正造（くめ しょうぞう）
ゆかりの父親。井上にルミとの関係を脅迫され、ゆかりの映画出演を許可する。
水田 ルミ（みずた るみ）
正造の秘密の恋人（愛人）。正造がシャワーを浴びている間に殺害される。
玉野 リカ（たまの りか）
我がままで自分勝手なアイドル。21歳。
大山（おおやま）
リカのマネージャー。
榎本（えのもと）
チーフ助監督。由利子をデートに誘う。
木内（きうち）
リカの所属事務所の社長。